# نمیسلوویتسه
نمیسلوویتسه (به چکی: Nemyslovice) یک منطقهٔ مسکونی در جمهوری چک است که در ناحیه ملادا بولسلاو واقع شده‌است. نمیسلوویتسه ۵٫۰۲ کیلومتر مربع مساحت و ۱۲۸ نفر جمعیت دارد و ۲۶۵ متر بالاتر از سطح دریا واقع شده‌است.